# Agostino Lascaris di Ventimiglia
Agostino Lascaris di Ventimiglia (Torino, 16 marzo 1776 – Saint-Vincent, 28 luglio 1838) è stato un politico italiano.

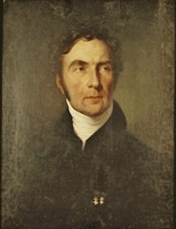
Giovanni Agostino Giuseppe Lascaris di Ventimiglia - detto Agostino - nel ritratto di metà Ottocento del pittore Luigi Fognola, conservato presso Palazzo Lascaris di Ventimiglia, in Torino.

Lascaris ereditava i titoli nobiliari di marchese della Rocchetta e conte di Castellar. Agostino - o Giovanni Agostino Giuseppe - fu membro del Collegio elettorale del Dipartimento del Po e consigliere comunale di Torino durante il periodo del dominio francese; ufficiale della Legion d'onore, fu nominato conte dell'Impero francese con decreto del 3 dicembre 1809 e lettere patenti del 26 aprile 1810. Lascaris fu sindaco di Torino nel 1818 e di Pianezza nel 1826.

## Biografia
Discendente dall'antica famiglia Lascaris di Ventimiglia, Agostino nacque da Giuseppe Lascaris di Ventimiglia e da Agnese Teresa Maria Tondut Peyre, dei conti di Ganzo e Costa d'Oneglia. Agostino nel 1803 sposò l'ultima discendente del ramo primogenitale dei marchesi Carron di San Tommaso, Cristina Giuseppa Marianna - detta Giuseppina - e divenne proprietario del palazzo che porta il nome di Palazzo Lascaris, a Torino. Giuseppina Carron, fu figlia di Giuseppe Bonaventura Carron di San Tommaso di Briançon- marchese di Sommariva Perno, conte di Avigliana, Primo scudiere e Gentiluomo di Camera di S.A.R. il Principe di Piemonte - e della moglie Maria Lesbia Cristina Doria, dei marchesi di Cirié e del Maro, conti di Prelà e di Dusino, signori di Testico, Cesio e Valdichiesa

### La carriera militare
Lascaris a quindici anni entrava alla corte reale di Torino come paggio e il 3 luglio 1793 era nominato Scudiere reale in seconda e Gentiluomo di bocca. In pari data riceveva i galloni di capitano di fanteria e l'anno successivo aggregato allo Stato maggiore sabaudo, in qualità di aiutante di campo del re Vittorio Amedeo III di Savoia. 
Subentrato il regime napoleonico, dopo l'Armistizio di Cherasco, Lascaris transitava, con il medesimo grado, nell'armata francese, servendo con distinzione e grandi prove di valore nelle campagne militari del 1796-1799 - inquadrato con i reparti piemontesi nella divisione del generale Paul-Louis Gaultier de Kerveguen - incaricato, come geniere, di ristrutturare le fortificazioni di Firenze, Siena e Pontremoli e di compiere numerose azioni di ricognizione. Lascaris, nel 1800, dopo la battaglia di Marengo, si spogliò della divisa.
Nel 1810 passato a Parigi - dove la sposa sin dal 1807 era stata nominata Dama del Palazzo dell'imperatrice Giuseppina di Beauharnais, poi di Maria Luisa d'Asburgo-Lorena - il marchese - inizialmente inviato come rappresentante del comune di Torino presso la corte imperiale  - prese a dedicarsi alle scienze, le arti e specialmente l'agricoltura. Nel 1814 il re di Sardegna, tornato in Torino, richiamò tutti gli antichi ufficiali, e così Lascaris si trovò riaggregato all'esercito savoiardo, per lungo tempo con il grado di capitano - nonostante l'anzianità di servizio - probabilmente per le sue simpatie napoleoniche. Nel 1815, Lascaris accompagna la consorte - per motivi di salute - in Toscana, a Pisa, dove Lascaris si ferma sino almeno al marzo 1816, nonostante nell'ottobre precedente fosse stato inviato dal governo sabaudo a compiere operazioni di ricognizione militare in Provenza, oltre il fiume Varo. Soltanto agli 11 settembre del 1816 Lascaris - che aveva presentato rimostranze ai suoi superiori per i mancati avanzamenti di carriera - risulta promosso al grado di maggiore. Il 21 gennaio 1832 Lascaris fu promosso maggior generale e con tale grado fu posto a riposo, ma ancora nel 1833 continuava a dare il proprio contributo di competenze militari e strategiche - in qualità di vicepresidente dell'Accademia delle Scienze di Torino - con l'apprezzatissimo saggio Essai sur quelques améliorations dans l'art de la guerre, e nel 1838 gli veniva riconosciuto il grado onorifico di luogotenente generale.
Tuttavia, sino almeno al 1816, secondo Il Memoriale di Sant'Elena, Napoleone Bonaparte, imperatore in esilio, poneva i coniugi Lascaris fra i più cari ricordi e fra i più fedeli alla sua persona: L'Empereur dit qu'il renouvela à Turin, la galanterie gracieuse de Troyes, dans la personne de Mme de Lascaris, et dans les deux endroits, du reste, il croit avoir eu à se louer de sa libéralité, et en avoir recueilli le fruit. Les deux familles se sont montrées attachées et reconnaissantes.

### Gli interessi scientifici e l'attività politico-amministrativa
Nel 1809, Lascaris fu ammesso alla Società reale d'agricoltura che fu parimenti da lui presieduta negli anni 1819-1835. Nel 1818 è sindaco di Torino - dopo lunga esperienza come decurione cittadino - e nel 1820 fu inoltre aggregato all'Accademia delle Scienze, della quale fu vice-presidente dal 27 giugno 1830 e poi presidente. Il 19 ottobre 1831 Agostino fu nominato Grande di Corte da Carlo Alberto di Savoia e Consigliere di Stato, ed ebbe parte fondamentale nella compilazione del Codice civile sabaudo del 1837. Altro importante ufficio espletato dallo statista piemontese fu quello di membro del Consiglio generale del debito pubblico, con nomina regia del 10 febbraio 1820, 16 agosto 1831 e successiva conferma del 27 gennaio 1838. Il 31 dicembre 1823 fu nominato - dal Consiglio generale del Comune di Torino - Mastro di Ragione del comune torinese (capo della Ragioneria)
Per le sue competenze scientifiche, Lascaris fu aggregato ad altri corpi accademici: il 30 giugno 1814 all'Accademia Valdarnese, il 10 giugno 1824 alla Société linnéenne di Parigi, il 20 giugno 1824 alla Società di Agricoltura, Istoria naturale e Arti utili di Parigi, il 22 luglio 1826 alla Società economica di Chiavari, e nel 1833 all'Accademia della valle Tiberina toscana di scienze, lettere e arti. Lascaris fu inoltre eletto membro onorario dell'Accademia Albertina e membro della Nobile società per la direzione de' teatri di Torino.
Nel 1825, divenne il primo presidente della neonata Camera di Agricoltura e Commercio (l'attuale Camera di Commercio di Torino), dopo essere stato Direttore della Reale Società agraria e, nel corso degli anni, pubblicò una trentina di contributi scientifici di prevalente argomento botanico, agronomico e industriale. 
Nel 1829 e 1832, Lascaris, organizza e finanzia personalmente le prime Esposizioni dell'industria, arti e mestieri di Torino, ospitate con circa cinquecento aziende nel Castello Valentino. Le Esposizioni sono il segno tangibile di un lento ma progressivo cammino verso una società non più agricola, ma industriale.
Nel 1828 Lascaris patrocinò l'apertura di un banco pubblico di prestito e sconto per favorire l'economia, ma ricevette parere negativo dalla Camera di commercio di Genova. Migliore sorte ottenne la proposta del 1834 di aprire un banco di prestito pubblico a vantaggio dello sviluppo agricolo e industriale. A tale scopo il re nel 1835 dava il consenso alla Cassa di riserva dello Stato di destinare la somma di sei milioni di lire per prestiti al quattro per cento sui depositi delle aziende industriali della seta.
(Manuale di conversazione, p. 258.)
Nel 1798 acquistò i resti del castello di Pianezza e l'annessa tenuta, che era appartenuta tra l'altro ai Savoia, ai Provana e infine al governo francese, che lo aveva venduto a privati i quali lo avevano abbattuto. Negli anni successivi vi fece costruire una villa in stile Impero, che donò poi all'arcivescovo di Torino (l'attuale villa Lascaris).
Lascaris nel 1835 fece curare e pubblicare a sue spese le opere cinquecentesche di Giovanni Francesco Fara, De Rebus Sardois e Chorographia Sardiniae, provenienti da manoscritti inediti della biblioteca del padre, già viceré di Sardegna.
Nel 1835, Lascaris si trasferì nella propria villa di Pianezza, e lasciò Palazzo Lascaris agli eredi in usufrutto. Attualmente Palazzo Lascaris è sede del Consiglio Regionale del Piemonte. Lascaris fu eletto presidente perpetuo della Accademia delle Scienze di Torino il 26 novembre 1837. Morì nel 1838.

## Discendenza

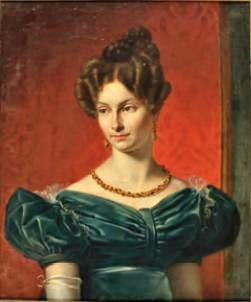
Adelaide Lascaris di Ventimiglia - detta Adele - marchesa di Cavour (1807-1833), in un ritratto anonimo ottocentesco conservato nel Palazzo Benso di Santena. Nel piano nobile del castello di Santena è stata riallestita la camera di Adelaide Lascaris, con i mobili provenienti da palazzo Lascaris di Torino. Sulla parete di fondo è posto questo ritratto di Adelaide e a fianco un acquerello di Francesco Gonin che raffigura l'agonia di Adelaide.

La figlia unica di Agostino Lascaris, Adele, sposò diciannovenne nel 1826, con ricca dote di circa due milioni di lire, Gustavo Benso di Cavour. Dal matrimonio, alquanto infelice, nacquero due figli, Augusto - morto alla battaglia di Goito - e Ainardo - rimasto celibe - oltre una figlia, Giuseppina, moglie nel 1851 di Carlo Alfieri di Sostegno, conte di Magliano. La prematura morte di Adele, il 31 dicembre 1833, produsse una notevole incrinatura dei rapporti di Gustavo con il fratello Camillo, il quale, legato alla cognata da particolare affetto, incolpò Gustavo della cattiva riuscita del suo matrimonio e dei dissapori che l'avevano diviso dalla moglie fino alla fine.

### Il testamento e la successione
Il 7 settembre 1835, a cinquantanove anni, Lascaris dettava il suo testamento, indicando le sue volontà post mortem.
La moglie Giuseppina – già in possesso di un vasto patrimonio come ultima erede del ramo primogenitale dei marchesi Carron – veniva beneficiata dell'usufrutto vitalizio della sontuosa villa di Pianezza, con le dipendenze – un tempo incluse al castello - della casa e giardino del Colombaio,  e un prato, separato dal parco di Pianezza da un recente acquedotto. Il vitalizio comprese inoltre la vicina casa colonica Giuseppina, dotata di una azienda agricola di oltre 15 ettari, da ritagliarsi dal grandioso tenimento...estesissima possessione di vigne che costituiva la proprietà complessiva concessa in loco dal governo francese a Lascaris nel 1798/99, probabilmente corrispondente all'intero territorio dominicale dell'antico marchesato di Pianezza.
La nuda proprietà del vitalizio della consorte era concessa, alla morte di Lascaris, alla mensa vescovile di Torino, che avrebbe dovuto assumere anche il pieno usufrutto della villa e dipendenze – escluso il grandioso tenimento comprendente altre cascine - alla morte della moglie.
Ai nipoti, Augusto, Giuseppina e Ainardo Benso – figli dell'adorata Adele Lascaris mancata da quasi due anni – in pratica, al momento della morte di Lascaris, non era lasciato quasi nulla, poiché venivano istituiti eredi della sola quota legittima di 1/3 del patrimonio, ma obbligati alla collazione della dote materna, di circa due milioni di lire d'argento, già concessa in vita da Lascaris ai Benso, che andava a cancellare – o meglio sostituire - il terzo della legittima, cioè della quota di diritto, obbligatoria per legge.
Il plenario usufrutto “di tutti gli altri miei beni, effetti e ragioni” Lascaris lo intestava ai figli del conte Agostino Avogadro di Valdengo, ai figli del conte Carlo Felice De Morri di Castelmagno e al cavaliere Carlo Cordero di Belvedere. Ovvero ai suoi cugini, discendenti dalla contessa Anna Peyre della Costa d'Utelle, prozia materna. I cugini Avogadro, per ricevere il legato, avrebbero dovuto aggiungere al proprio il cognome Lascaris di Ventimiglia, come i De Morri e Cordero quello di Peyre della Costa, giunta che infatti avvenne.
Gli altri rami dei Lascaris Ventimiglia – quelli dei cugini del padre Giuseppe; Giovanni Paolo, conte di Peille e Luigi Gaetano Marinetto, conte di Aspremont, che dividevono le proprietà di Castellar - erano estinti, dopo essere stati espropriati durante la Rivoluzione francese; analoga sorte sembrano aver subito i beni del marchesato di Rocchetta del Varo; quindi gran parte dell'asse ereditario era costituito dai beni della contea di Costa d'Oneglia, ereditata dalla madre, e da quelli concentrati in Fossano e Savigliano. Oltre naturalmente Palazzo Lascaris a Torino, e la vastissima proprietà del marchesato di Pianezza. La politica patrimoniale di Lascaris - condizionata dagli eventi della Rivoluzione francese e dal successivo ridisegnarsi dei confini con la Francia - sembra essere stata quella di abbandonare le proprietà incluse nella contea di Nizza e investire il ricavato in attività agricole e finanziarie piemontesi. Così la contea di Èze - ereditata dalla nonna materna Maria Elisabetta Francesca Cortina di San Martino - espropriata nel 1792 dal regime repubblicano, fu rivenduta al Lascaris nel 1814, ma questi la cedette nel 1824 al Comune di Èze al prezzo di cinquantacinquemila lire.
Tale asse patrimoniale – in usufrutto ai cugini materni – secondo il testatore sarebbe rientrato nel pieno godimento dei nipoti Benso soltanto alla morte del marchese Michele Benso, della moglie Adele Susanna Sellon e del figlio Gustavo Benso di Cavour, genero del marchese. Avvenimento luttuoso che si determinò soltanto nel 1864 con la morte di Gustavo, quando i figli Ainardo e Giuseppina poterono finalmente ereditare il patrimonio Lascaris.
Inutili risultarono infatti le impugnazioni del testamento da parte della moglie di Lascaris – da tempo separata dal marito - e dei nipoti, che furono respinte dal Senato di Torino con sentenze del 17 maggio e 7 luglio 1839.

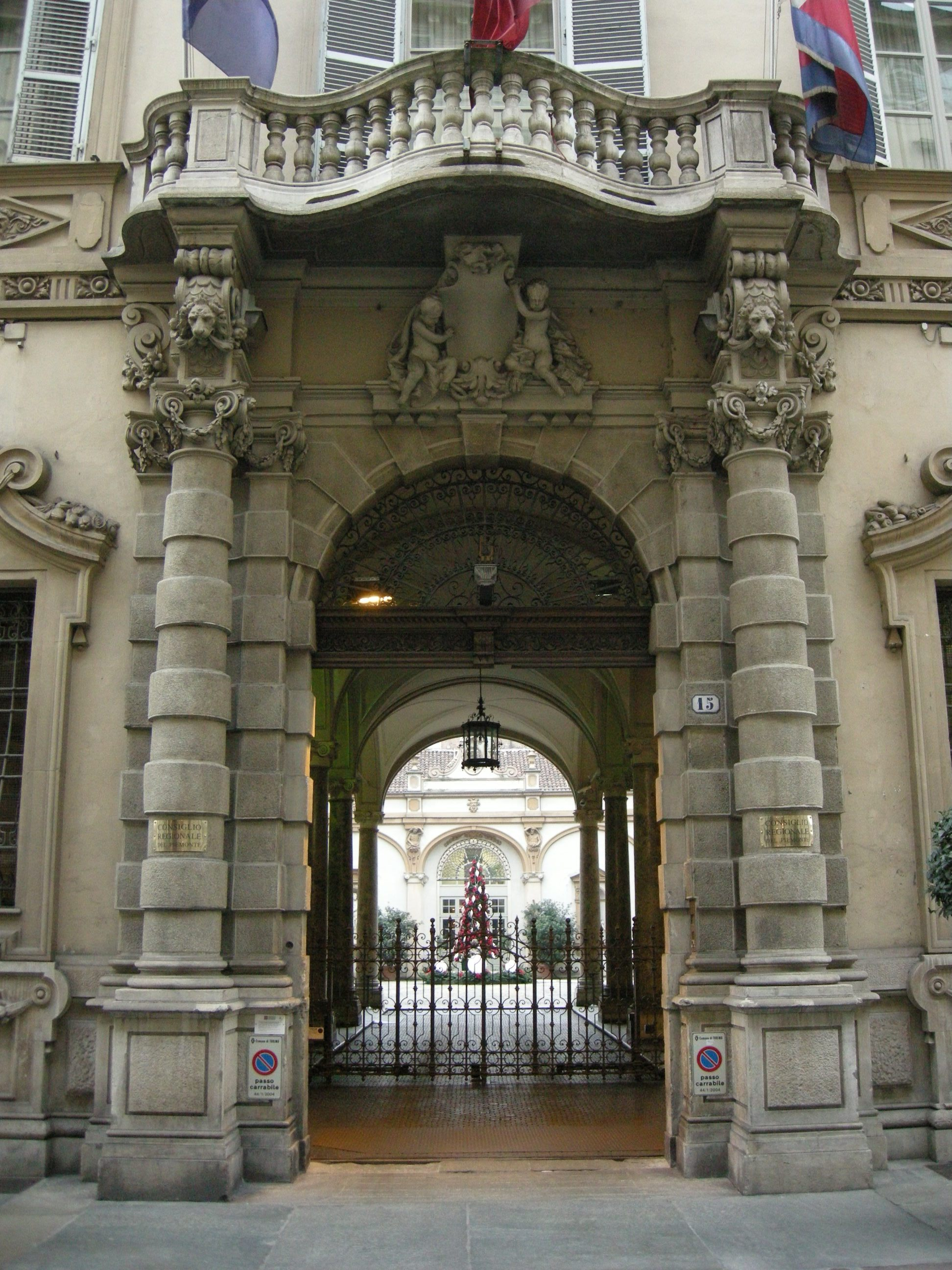
Ingresso del Palazzo Lascaris di Ventimiglia in Torino.

Nonostante tali sentenze, forse in vista di una proposta di transazione agli usufruttuari nominati dal marchese, Camillo Benso di Cavour, nei suoi diari, al 12 gennaio 1840, annotava un inventario riassuntivo dei beni che la vedova Giuseppina Carron avrebbe dovuto ereditare dal marito e disporre in favore di suo fratello Gustavo per 500.000 lire. Cosa che avvenne nel testamento della Carron del 17 gennaio 1841, ma senza alcun effetto pratico. Infatti, altra sentenza dell'8 febbraio 1840 aveva spento le speranze dei Benso di riacquistare parte dei beni della villa di Pianezza, destinata ai vescovi. Ancor prima di aprire il testamento, il 2 agosto 1838, Camillo Benso confidava in una lettera j'espère peu pour mes neveux e successivamente il 22 gennaio 1841 parlava di torts infâmes del marchese contro il fratello.

### Villa Lascaris a Pianezza
In Pianezza rimangono i ruderi del primitivo castello, oltre alla cosiddetta Torre dell'Orologio, di origine quattrocentesca, e alcune gallerie in parte murate. La torre, di forma poligonale e irregolare è decorata da una fascia dentellata; la parte posteriore, più antica, ha forma di parallelepipedo, mentre la parte esterna ha spigoli smussati. Ne XVI secolo, a seguito dell'investitura del marchesato di Pianezza ai Langosco di Stroppiana, il maniero fu riconvertito in residenza signorile. Questa fu demolita in data imprecisata, ma già nel 1798 il governo francese vendette i ruderi ad Agostino Lascaris di Ventimiglia. 
Lascaris fece ricostruire una splendida villa in stile impero, di generose dimensioni, nella zona nord di un grandioso parco all'inglese. La villa presenta la facciata principale a lesene rivolta a ovest, a tre piani fuori terra, verso il giardino, mentre lateralmente esistevano due edifici a due piani fuori terra,  quello rivolto a sud è originale e contiene gli ambienti di rappresentanza al piano terra, mentre il primo piano ospitava le stanze private di Lascaris. Il fabbricato a nord, verso il borgo, ospitava la servitù. All'interno esiste un grazioso cortiletto che racchiude i vari edifici ed è chiuso in fondo da un muro che richiama le dimensioni del corpo di facciata. 
Nei sotterranei sono dislocate le cantine e un infernot o cantina fredda, raggiungibile attraverso un cunicolo in discesa, posto a 7 metri di profondità. Per l'approvvigionamento idrico la villa fu dotata di due pozzi molto profondi. Leggermente discosto, un edificio rurale ospitava le stalle e i magazzini. In questa zona era posta anche la ghiacciaia, sopra all'infernot, in modo da raffreddare ulteriormente il locale sottostante.
Lo stile impero si riscontra in particolare nell'inferriata del balcone centrale e nella lunetta che sovrasta il portone centrale, caratterizzati da un motivo ricorrente di frecce. L'interno, nella zona sud, è decisamente notevole. Al piano terra l'androne d'ingresso per le carrozze con lapidi, busti commemorativi di Lascaris, del vescovo Fransoni e blasoni nobiliari, conduce al cortiletto interno dove appare altro stemma in marmo dei Lascaris.
Da uno spazioso ingresso si accede a sud alla sala da pranzo, fornita di bella cornice decorata con figure mitologiche e classiche,  poi viene il salone da ballo, con pavimento “seminato alla veneziana” e interamente decorato con pitture a tempera del paesaggista piemontese Luigi Baldassarre Reviglio. Si accede quindi alla sala del biliardo magnificamente decorata con affreschi di cinque battaglie e a trompe l'oeil dei pittori Luigi Sevesi e Francesco Vacca, raffiguranti, questi ultimi, fra le colonne in false nicchie, uomini insigni cari al Lascaris, sia per le amate scienze, sia per il buon governo. Fra questi: Vittorio Alfieri, che ha in mano un libro, ove si legge Saul, Giovanni Battista Beccaria, Cristoforo Colombo, Andrea Doria, Pietro Micca, Joseph-Louis Lagrange - che regge il volume Meccanica analitica - Giuseppe Lascaris –  padre di Agostino e grande diplomatico sabaudo -, Carlo Emanuele III di Savoia, Cincinnato, Giovanni Battista Lorenzo Bogino e Bernardino Galliari.
A nord si accede a una sala di disimpegno ed alla scalinata d'accesso al piano nobile.
Al piano nobile anche gli arredi richiamano lo stile impero: sedie con gambe a sciabola e schienale con motivo a lira, comò con colonnine e inserti in ottone, un secretaire, letto a baldacchino, una dourmilleuse, un magnifico inginocchiatoio intarsiato, ecc. Interessante lo studio del Lascaris, con biblioteca ricca di manoscritti e libri rari. Il materiale librario è attualmente in via di catalogazione. I tre terrazzi al piano nobile sono ornati da diciassette statue raffiguranti le Muse, le Virtù e altri personaggi mitologici, provenienti dalla villa cinquecentesca. 
Completa il piano terra la cappella gentilizia, che ospita le tombe dei Lascaris; con epigrafi a pavimento di Lascaris, dei suoi genitori, della moglie, del figlio Cosimo - deceduto neonato - della sua amata figlia Adele e delle sorelle Costanza e Maria Luisa Felicita. La cappella è ornata dagli affreschi del Sevesi e del Vacca e da una statua in stucco della Madonna.

#### Il parco all'inglese
Il parco vantava in origine un'estensione di oltre quattro ettari. Era, in origine, un giardino all'italiana con aiuole squadrate e siepi regolarmente potate e fontana ornamentale con giochi d'acqua. Insieme alla costruzione della villa il giardino fu trasformato in parco paesaggistico all'inglese. Tuttavia, sopravvivono elementi del vecchio giardino all'italiana: alcuni tratti di siepe potata tendono ancora a bordare i viottoli, che in alcuni casi sono ancor rettilinei e definiti, esiste in fondo un accenno a tunnel vegetale, ma lo spazio è sovrastato dal parco all'inglese. Anche l'aspetto romantico del primo Ottocento è degnamente rappresentato dalle rovine del vecchio castello, sparse qua e là. Nella zona nord sorgeva una torre neogotica, ricettacolo per i cervi, ad est sorgeva la torre originale del Quattrocento, adattata a serra floreale, e nei pressi sorgeva il tiro a segno adorno di una statua della dea Pomona. Il parco rappresenta inoltre molteplici e interessanti essenze vegetali, sia nostrane sia esotiche: siepi di Bosso, alcuni esemplari di Tasso, di Faggio, di Cedro del Libano, Quercia rubra del Nord America, Thuje orientali, Liriodendro tulipifera del Nord America, ecc. Completa il complesso la grande vasca - al centro del parco - che in origine conteneva un gruppo scultoreo in marmo che fungeva da fontana, rappresentante un uomo che da una piccola botte scaricava l'acqua in una conchiglia sorretta da due sirene, per poi ricadere nell'ampia vasca. Il gruppo marmoreo era arricchito da un busto d'uomo rappresentante l'autunno, un putto suonante la lira sopra due delfini e da una imponente statua di Giove che scaglia le sue saette. L'acqua per alimentare la fontana veniva raccolta dal fiume Dora con un complesso macchinario idraulico. In fondo al parco, esisteva infine, fino ai tempi della seconda Guerra mondiale, un tempietto cinese.

### Palazzo Lascaris di Ventimiglia a Torino
Alla morte di Lascaris, il genero Gustavo Benso, diseredato, si trasferisce da Palazzo Lascaris, sempre a Torino, nell'avito palazzo di casa Cavour. Dal 1851 la nipote Giuseppina, sposata con Carlo Alfieri, acquisisce dal momento del matrimonio - come da legato testamentario di Agostino - la rendita annua di 3000 lire, da prelevarsi sul capitale - e non sui frutti - gestito dai cugini paterni Avogadro, De Morri e Cordero. Tale rendita le permette nel 1861 di accedere alla proprietà di Palazzo Lascaris e di affittare l'immobile al Ministero dell'interno, ad uso del Consiglio di Stato e, dal 1872, della Corte suprema di cassazione. Alla scadenza del contratto con la Corte di cassazione, nel 1883, Giuseppina Benso vende l'immobile per 480.000 lire al Banco di Sconto e Sete. Il complesso, che aveva mantenuto sino ad allora pressoché integra la struttura originale, compresi giardini e rustici, viene lottizzato dal Banco: la parte su via dell'Arsenale è ceduta alla Banca Tiberina che, demolite le vecchie costruzioni, edifica una palazzina a tre piani. Lo stesso Banco modifica alcune parti del palazzo ed aggiunge due gallerie sui lati del cortile. L'11 luglio 1889, il palazzo è sede della prima riunione del Consiglio di amministrazione della FIAT. Dopo vari passaggi di proprietà - alla contessa Tiretta, a Riccardo Gualino, alla SNIA - il bombardamento di Torino del 13 luglio 1943 colpisce anche palazzo Lascaris. Nel salone centrale sono distrutti gli affreschi secenteschi di Stefano Maria Legnani. Nel 1948 la Snia Viscosa vende l'immobile alla Camera di Commercio Industria ed Artigianato di Torino che, restaurato lo stabile, vi si insedia sei anni dopo. Il 16 gennaio 1975 la proprietà passa alla Regione Piemonte. I restauri pongono in luce, in due ambienti, soffitti lignei a cassettoni decorati e, sulle pareti, stucchi e due cicli di affreschi, denominati “delle allegorie” e “delle gesta di Sansone”, realizzati dai pittori Giovan Battista e Giovan Paolo Recchi. Dal 1979 Palazzo Lascaris è sede dell'Assemblea regionale del Piemonte.